# Moscatell de l'Empordà
El Moscatell de l'Empordà és un vi dolç natural elaborat amb raïm moscatell veremat molt tard (mitjan octubre). És de color groc amb tons llimona.
S'elabora principalment amb les varietats garnatxa blanca, garnatxa roja, moscat d'alexandria, i moscat de Frontignan. La garnatxa del Penedès i de l'Empordà son varietats de raïm que compten amb referències mes antigues en llengua catalana.
Destaquen les aromes de flors blanques i de roses amb delicades notes de cítrics, mel i espècies. De gust rodó i vellutat, untuós i dolç però mai apegalós. Ben estructurat i amb un bon equilibri entre l'acidesa i la dolçor, que ajuda a una llarguíssima persistència de sabors perfectament lligats amb les primeres aromes trobades al nas.
Té diferents possibilitats de maridatge, tant en el seu vessant més tradicional (fruits secs, galetes, pastisseria…) com en l'avantguarda de la gastronomia (foies, formatges blaus, etc.).